# Pressigny-les-Pins
Pressigny-les-Pins là một xã trong tỉnh Loiret, vùng Centre-Val de Loire bắc trung bộ nước Pháp.